# Pseudindalmus rufonotatus
Pseudindalmus rufonotatus là một loài bọ cánh cứng trong họ Endomychidae. Loài này được Pic miêu tả khoa học năm 1940.